# جو بنجامین (بازیکن فوتبال)
جو بنجامین (انگلیسی: Joe Benjamin؛ زادهٔ ۱۰ اکتبر ۱۹۹۰) بازیکن فوتبال اهل بریتانیا است.
از باشگاه‌هایی که در آن بازی کرده‌است می‌توان به باشگاه فوتبال دالیچ هملت، باشگاه فوتبال هارلو تاون، باشگاه فوتبال لوستوفت، باشگاه فوتبال ابسفلیت یونایتد، باشگاه فوتبال بری تاون، باشگاه فوتبال وستهام یونایتد، باشگاه فوتبال ویلدستون، باشگاه فوتبال همپتون و ریچموند بورو، باشگاه فوتبال بورم‌وود، باشگاه فوتبال براکلی تاون، باشگاه فوتبال بیلریکای، باشگاه فوتبال ایست‌بورن بورو، باشگاه فوتبال هورنچورج، باشگاه فوتبال سنت نئوتز تاون، باشگاه فوتبال نورث‌همپتون تاون، باشگاه فوتبال گرایس اتلتیک، باشگاه فوتبال هندون، باشگاه فوتبال تونبریج آنجلز و باشگاه فوتبال چلمزفورد سیتی اشاره کرد.